# 다카오카정 (시즈오카현)
다카오카정(일본어: 鷹岡町)은 일본 시즈오카현 후지군에 속해있던 정이다. 현재의 후지시에 해당한다.

## 역사
- 1889년 4월 1일 - 정촌제 시행에 의해 후지군 다카오카촌이 성립하였다.
- 1933년 1월 1일 - 다카오카촌이 정으로 승격해 다카오카정이 되었다.
- 1966년 11월 1일 - (구) 후지시, 요시와라시와 합병해 새로운 후지시가 성립하여, 동일 다카오카정은 폐지되었다.

## 교통

### 철도
- 일본국유철도
  - 미노부선

## 참고 문헌
- 角川日本地名大辞典編纂委員会,『角川日本地名大辞典 22 静岡県』, 角川書店, 1978年, ISBN 4040012208